# Barrow Island (Austràlia Occidental)

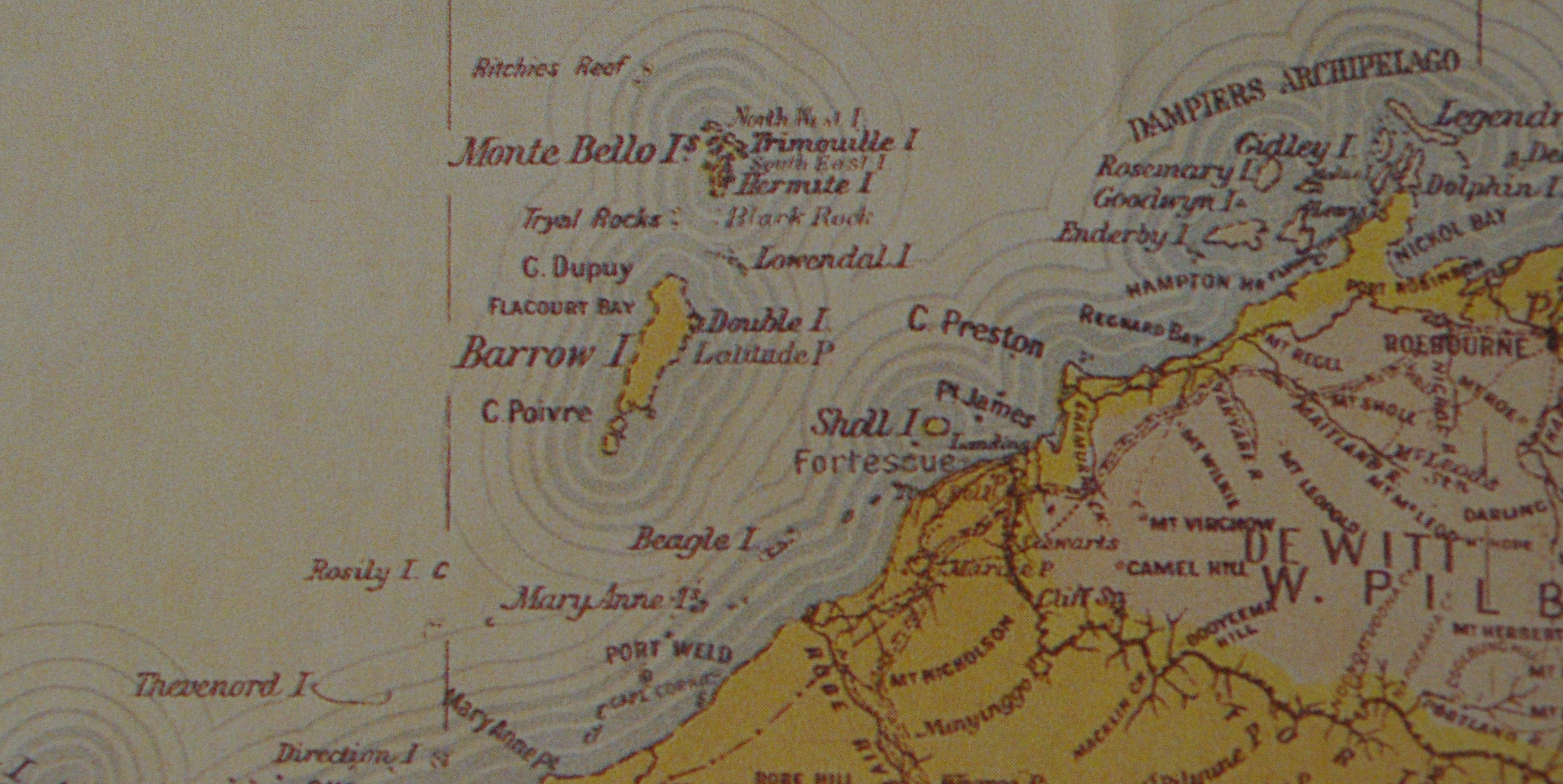
Barrow Island en un mapa del 1897

Barrow Island, en anglès: Barrow Island (Western Australia) és una illa de 202 km² de superfície situada a 50 km al nord-oest de Pilbara a Austràlia Occidental.

## Descobriment
Els navegants en coneixien l'existència des de principis del segle xvii i Nicholas Baudin la va albirar l'any 1803, però erròniament la va considerar part del continent australià. Phillip Parker King va ser qui va donar el nom a aquesta, l'any 1816 per Sir John Barrow, un secretari de l'Almirallat i fundador de la Royal Geographical Society.
Aquest illa va estar visitada pels indígenes australians des de fa 8000 anys. S'hi han recollit restes arqueològiques de pedra.
Els baleners hi treballaven des de l'any 1800 fins a 1864. L'illa va ser un centre d'esclavatge d'aborigens durant la dècada de 1870 per part del Capità William Cadell. Els esclaus s'usaven en la indústria de les perles.
El guano de l'illa va ser recollit des de 1883.

## Medi ambient

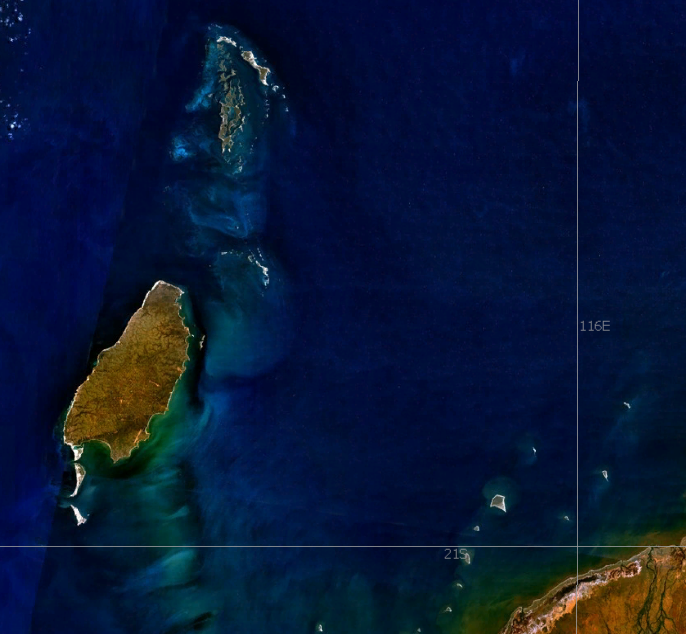
Mapa de vent de la NASA World Wind image

L'illa de Barrow té herbassars de spinifex amb monticles de tèrmits. té planures de terres calcàries i platges de sorra i litorals de roques, dunes i esculls de corall. Barrow Island és una de les reserves biològiques més importants d'Austràlia occidental.
Compta amb una gran diversitat de mamífers, 13 espècies entre els quals el (Pseudomys nanus ferculinus). També té 43 espècies de rèptils.
Les rates Rattus rattus que s'hi van establir van ser totalment erradicades pel Department of Parks and Wildlife.
En les coves calcàries de Barrow Island hi ha espècies d'invertebrats com les dels gèneres Stygofauna, Nedsia i Liagoceradocus.
Durant el cicló Olivia de 1996, Barrow Island va experimentar la ràfega de vent més alta registrada mai, arribant a 408 km per hora.

### Ocells
Barrow Island ha estat classificada per BirdLife International com una zona d'ocells important. Inclou Malurus leucopterus edouardi), com subespècie endèmica.
L'illa també té jaciments de petroli i de gas natural.

## Clima
La seva temperatura mitjana anual és de 22 °C oscil·lant entre els 17,5 al juliol i els 26 °C al gener. La seva pluviometria anual és de 308 litres i pràcticament no plou d'agot a desembre.
Font = Australian Bureau of Meteorology